# Oferendas nas religiões afro-brasileiras

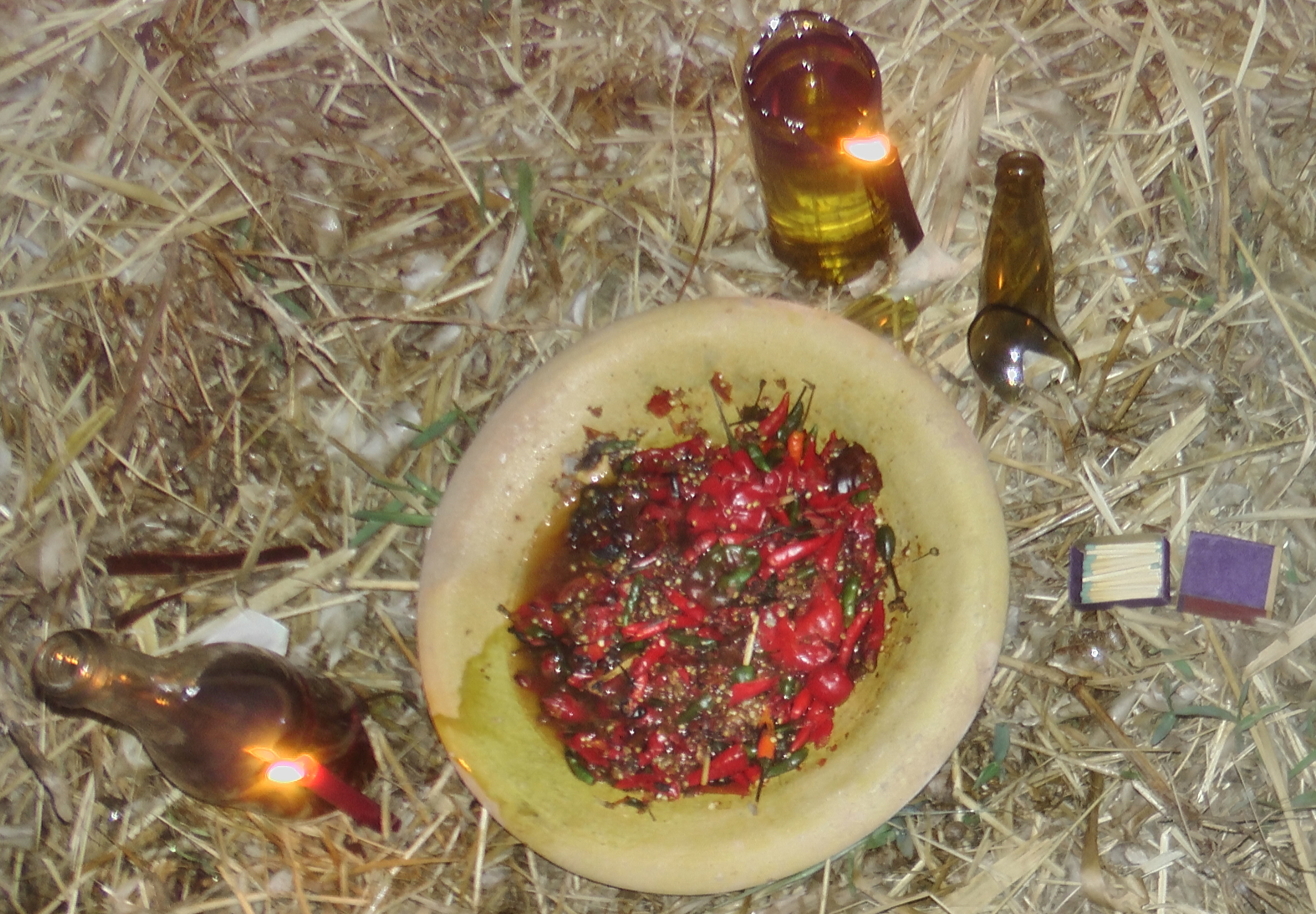
Oferenda em Ilhéus, 2019

Os Ebós (do iorubá "Ẹbọ", oferta ou oferenda) ou simplesmente Oferenda, nas religiões afro-brasileiras, são um sacrifício ritualístico, em que, assim como em outras religiões, os praticantes se desfazem de um bem material em homenagem a um orixá ou entidade espiritual.
Possuem variações de acordo com cada uma das religiões, e mesmo dentro de cada uma dessas religiões, pode receber diversos nomes de acordo com o tipo de ritual específico.
Na religião iorubá e no Candomblé, por exemplo, existem o Bori, o Ebó, o Padê e o despacho. Na Umbanda, as oferendas normalmente também são conhecidas por despachos. Em ambas as religiões, também há o conceito de comida ritual, pratos típicos feitos para agradar determinado orixá.

## Candomblé
No candomblé, uma oferenda é necessariamente um sacrifício de origem animal. Também serve para alimentar uma comunidade inteira, pois, nas casas de candomblé não é permitido a compra em supermercados, de frangos empanados para oferecer aos Orixás. Para o Candomblé tudo que a natureza produz é sangue, e um sacrifício, requer a utilização de vários tipos de sangue, vindos das mais variadas fontes da natureza, atribuindo vida.
- Sangue de Origem vegetal, obtido nas casca das árvores, folhas, frutos, sementes e flores.
- Sangue de origem mineral, Água, sal, carvão.
- Sangue de origem animal, são abatidos bois, bodes, galinhas, patos e muitos outros animais, que, depois de extraído o sangue, servem de alimentos à comunidade, mas nunca seres humanos, pois o Orixá vive no Homem e através do Homem.[2]

## Umbanda
Na Umbanda, existem várias vertentes, em algumas dessas vertentes existe o sacrifício animal. Porém o animal é oferecido e depois sua carne é comida pela comunidade do terreiro.

### Padê
No caso de padê, a oferenda não é feita em encruzilhada, mas na porta da casa de candomblé. No caso de Ebó, usa-se dizer levar o carrego do Ebó, cujo local deverá ser designado pelo jogo de búzios no mar, rio, mata etc. É um procedimento que não é exclusivo das classes mais baixas, tendo esse expediente sido usado por políticos de renome.

### Ebó
Ebó (do iorubá "Ẹbọ", oferta ou oferenda) é uma oferenda das religiões afro-brasileiras dedicada a algum Orixá, podendo ou não envolver o sacrifício animal.
Ẹbọ deriva do termo também iorubá egbó, que significa "raiz". O Ebó nada mais é do que uma limpeza espiritual contendo vários tipos de comida ritual. Como alguns dizem, é uma limpeza da aura de uma pessoa, de uma casa, de um local de comércio. Transfere-se, para os alimentos, a energia maléfica que está na pessoa ou no local, com a ajuda de Exu e dos orixás.
Não adianta só oferecer as comidas, o segredo está nas cantigas e na receita: algumas podem ser conhecidas mas a maioria faz parte do segredo do candomblé. Pode-se fazer ebó para abrir os caminhos para emprego, ebó de saúde, ebó de prosperidade, o que varia é a receita. Existem vários tipos de ebós, mas sempre será feito de acordo com a determinação do jogo de búzios merindilogum.
No jogo de búzios, define-se a qual orixá será oferecido o ebó, sendo que cada um leva seus ingredientes especiais, tais como: a canjica de Oxalá, a batata-doce de Oxumarê ou o inhame de Ogum. Há, ainda, aqueles ebós para afastar espíritos desencarnados que ainda atrapalham a vida de alguns, chamado de "Ebó de egum", e outros para curar traumas e ajudar no esquecimento e superação de experiências ruins. O "Ebó de susto" é para prevenir problemas no futuro.
Não são em todos eles que ocorre a sangria de animais, pois há os chamados ebós brancos ou secos, nos quais não é permitido qualquer sacrifício e os animais utilizados, geralmente neste caso os frangos e galos, são soltos na natureza com vida.
Após o ritual do ebó, as folhas sagradas são usadas de forma ordenada nos banhos litúrgicos, podendo ser necessário o uso de água sagrada. Existe uma rígida cartilha a ser seguida para que se tenha resultados e o sacrifício seja aceito. As proibições denominadas euós são, por exemplo: a não ingestão de qualquer tipo de carne vermelha nem tampouco frutas vermelhas ou ácidas (incluindo seus sucos); a abstinência principalmente de práticas sexuais como também de beijos e abraços; a ida a velórios, hospitais, cemitérios ou mesmo a passagem sob arames farpados ou escadas; e a bebida alcoólica é um verdadeiro tabu.
O ritual é largamente praticado em diversas casas e centros religiosos de candomblé.
Awolalu identifica seis tipos de sacrifícios entre os iorubás:
- Ẹbọ Ope ati Idapo, oferta de agradecimento e comunhão
- Ẹbọ Eje, oferta votiva
- Ẹbọ Etutu, sacrifício propiciatório
- Ẹbọ Ojukoribi, sacrifício preventivo
- Ẹbọ Ayepinnu, sacrifício substitutivo
- Ẹbọ Ipile, sacrifício para fundações

O Ẹbọ Eutu, o sacrifício expiatório, é o mais significante de todos para pacificar a ira dos deuses ou compensar por mal feitos.

### Despacho
Despacho, nas religiões afro-brasileiras, é a realização de oferendas a Exu como pagamento antecipado pela realização de favores.
É depositado em lugares como encruzilhadas (cruzamento de estradas, ruas ou caminhos), cruzeiro das almas, matas, rios, descampados, mares etc. As oferendas podem consistir, por exemplo, em algo que não mais pode ser usado: por exemplo, uma roupa de Obaluaiê (na umbanda, feita com palha de mariô, que é um tipo de palmeira; no candomblé, feita com palha da costa). Se, por algum motivo, não se pode mais usar algo nas religiões afro-brasileiras, deve ser despachado

### Comida ritual
Comida ritual são alimentos específicos ofertados a cada orixá, e cujo preparo requer o uso de ritual.

#### Comidas rituais
- Abará
- Abalá
- Abadô
- Aberém
- Abóbora de caboclo
- Acaçá
- Acarajé
- Ado
- Ajabó
- Amalá
- Amió
- Angu
- Arroz de hauçá
- Axoxô
- Bobó
- Carurú
- Deburu ou doburu
- Dibô
- Ebô
- Eboiá
- Efó
- Erã peterê
- Ekuru
- Farofa
- Fubá
- Furá
- Imbé
- Ipeté
- Ixé
- Jacuba
- Jurema
- Lelê
- Mukunza
- Ori
- Omolocum
- Vatapá
- Xinxim